# Єроним Гарабурда
Єроним Гарабурда (пол. Hieronim Haraburda, лат. Hieronimus Haraburda; 14 вересня 1735, Литва — липень 1820, Черея) — католицький священник, єзуїт, педагог.

## Біографія
Вступив до Товариства Ісуса 21 серпня 1750 року у Вільнюсі. У 1762 році був висвячений на священника. Професор філософії в єзуїтських колегіях у Мінську (1766—1768), Полоцьку (1768—1771) та Несвіжі (1771—1772). Префект досліджень у Нясвіжі та завідувач архівом Мазовецької провінції Товариства Ісуса (1772—1773). Отримав друкарський досвід, працюючи у видавництвах у Варшаві та Несвіжі. Після скасування ордену єзуїтів (1773) працював у школах Комісії з питань освіти: префект у Несвіжі та проректор у Голопенічах.
З 28 лютого 1806 року в Полоцьку. Префект Полоцької друкарні (1806—1809 та 1811—1814). Високо шанований молодими студентами Полоцька, які неодноразово присвячували йому свої поетичні твори. Після вигнання єзуїтів з Російської імперії (1820) Є. Гарабурда, найстаріший єзуїт в Полоцьку, був змушений залишитися на Білорусі, де незабаром помер у чарейському Василіянському монастирі.